# Водники (микрорайон Перми)
Во́дники (Старые Водники) — микрорайон в Кировском районе города Перми.

## География
Микрорайон Старые Водники расположен в Кировском районе в правобережной части Перми. До строительства микрорайона Новые Водники вместе с существующей автодорогой, на которой соединяются улицы Маршала Рыбалко и Адмирала Ушакова, носил название Водники.
Границы микрорайона – улицы 5-я Каховская, Капитана Пирожкова, Юнг Прикамья и Байкальская, а также берег реки Кама. С Северо-западной части граничит с микрорайоном Новые Водники, а с восточной – с микрорайоном Судозавод.

## История
В данной местности в XIX веке возник поселок Кордон, принадлежавший до 1863 года Строгановым. К 1917 году в посёлке было 34 двора. С 1890 года начала застраиваться дачами полоса вдоль берега Камы (более 100 к 1914 году). После революции дачи были национализированы. С 1880 года у берегов затона начал строиться судоремонтный завод (в советское время судоремонтный завод памяти Дзержинского). С 1930 года начал строиться судоремонтный завод «Кама», выпускавший бронекатера. В 1941 году Водники вошли в состав Перми. После постройки Красавинского моста (2005 год) Водники переживают бурное развитие как спальный микрорайон. В последующие 15 лет здесь было построено несколько жилых комплексов, несколько десятков многоквартирных домов.

## Транспортное сообщение
- Автобусы маршрутов: 15, 20, 60, 64, 65, 79, 205

## Социальная сфера
На территории микрорайона находятся:
- Средние школы № 1, 19, 83
- Санаторная школа-интернат № 5
- центр детского творчества «Исток»[4]
- профессиональный лицей № 12,
- факультет водного и наземного транспорта «Пермского колледжа транспорта и сервиса».

## Промышленность
Верхнекамский судостроительный комплекс (до 2006 года судозавод «Кама») фактически не работает.

## Улицы
Основные улицы микрорайона: Калинина, Светлогорская, адмирала Ушакова. Второстепенные улицы: Адмирала Макарова, Айвазовская, Батумская, Бородулинская, Буксирная, Водников, Волгодонская, Каляева, Камышинская, Капитана Пирожкова, Капитанская, Оханская, Парусная, Промучасток, Сокольская, Судозаводская, Сумская, Танцорова, Теплоходная, Черниговская, Юнг Прикамья и пять Каховских улиц (с 1-й по 5-й). Переулки: Омутинский, 4-й Боцманский, Тупиковый, Веслянский.

## Достопримечательности
Церковь Святого князя Владимира (построена в 1906 году). Затон для стоянки речных судов. Сторожевой катер у проходной бывшего судозавода «Кама», памятник Юнгам Прикамья.

## В культуре
Водники являются прообразом района Речники — места действия романа Географ глобус пропил, автор которого Алексей Иванов жил одно время в этом микрорайоне. В Водниках же снимались сцены в затоне из одноимённого фильма.